# Jacques-Cartier (rzeka)
Jacques-Cartier (fr. Rivière Jacques-Cartier) – rzeka w kanadyjskiej prowincji Quebec, lewy dopływ Rzeki Świętego Wawrzyńca.

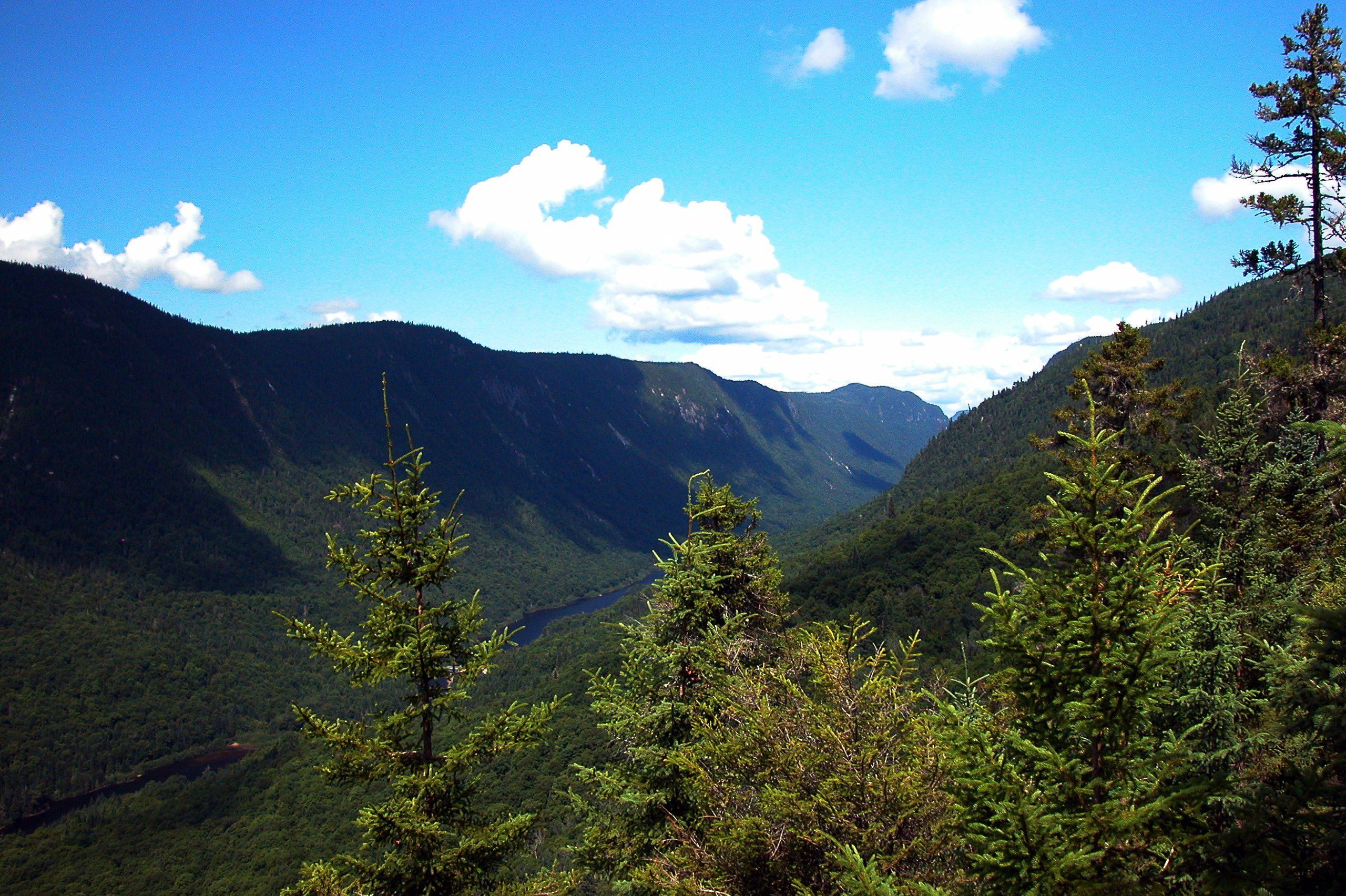
Dolina rzeki Jacques-Cartier

Źródła rzeki znajdują się w jeziorze Jacques-Cartier w parku prowincjonalnym Réserve faunique des Laurentides w regionie Capitale-Nationale, płynie na południe i wpada do Rzeki Świętego Wawrzyńca między Donnaconą a Cap-Santé. 
Obszar dorzecza rzeki Jacques-Cartier jest w większości niezagospodarowany lub chroniony, zwłaszcza w jej górnym biegu. Aż 77% długości rzeki przepływa przez terytoria chronione, takie jak Réserve faunique des Laurentides czy Parc national de la Jacques-Cartier, gdzie rzeką płynie w charakterystycznej dolinie, która powstała podczas ostatniego zlodowacenia. Mimo to nad brzegami rzeki mieszka ok. 25 000 ludzi, zwłaszcza niedaleko jej ujścia. Jacques-Cartier przepływa przez następujące miejscowości: Stoneham-et-Tewkesbury, Saint-Gabriel-de-Valcartier, Shannon, Sainte-Catherine-de-la-Jacques-Cartier, Pont-Rouge, Cap-Santé i Donnacona.
Główne dopływy Jacques-Cartier to:
- Rivière aux Pommes,
- Sautauriski,
- Ontaritzi,
- Rivière à l'Épaule,
- Cachée,
- Launière.